# Pacientul englez (film)
Pacientul englez (în engleză The English Patient) este un film romantic din 1996 bazat pe drama Pacientul englez scrisă de scriitorul sri-lankez canadian Michael Ondaatje. Filmul a fost scris și regizat de Anthony Minghella și a avut premiera pe 15 noiembrie 1996. În film apar Ralph Fiennes, Juliette Binoche și Willem Dafoe.

## Rezumat
Un pilot desfigurat, suferind de multiple arsuri, este găsit în carcasa distrusă a biplanului său spre sfârșitul celui de-al Doilea Război Mondial. Este presupus a fi englez, fiind amnezic și neidentificat. El este îngrijit de o asistentă medicală canadiană într-o mânăstire italiană distrusă de război. Celor doi li se alătură un alt canadian victimă a torturilor și doi experți în dezamorsarea bombelor. Pacientul se dovedește a fi un conte de origine maghiară care își amintește treptat viața sa petrecută în Italia, Egipt și deșertul Sahara, între 1930 și 1945 și povestea de dragoste interzisă cu o femeie căsătorită.

## Distribuție
| Actor                | Rol                         |
| -------------------- | --------------------------- |
| Ralph Fiennes        | Contele László Almásy       |
| Kristin Scott Thomas | Katherine Clifton           |
| Willem Dafoe         | David Caravaggio            |
| Juliette Binoche     | Hana                        |
| Naveen Andrews       | Kip                         |
| Colin Firth          | Geoffrey Clifton            |
| Julian Wadham        | Peter Madox                 |
| Jürgen Prochnow      | Major Muller                |
| Kevin Whately        | Sgt. Hardy                  |
| Clive Merrison       | Fenelon-Barnes              |
| Nino Castelnuovo     | D'Agostino                  |
| Hichem Rostom        | Fouad                       |
| Peter Rühring        | Bermann                     |
| Geordie Johnson      | Oliver                      |
| Torri Higginson      | Mary                        |
| Liisa Repo-Martell   | Jan                         |
| Raymond Coulthard    | Rupert Douglas              |
| Philip Whitchurch    | Corporal Dade               |
| Lee Ross             | Spalding                    |
| Anthony Smee         | Beach interrogation officer |
| Matthew Ferguson     | Young Canadian soldier      |
| Jason Done           | Kiss Me soldier             |
| Roger Morlidge       | Desert Train Sergeant       |

## Primire
Într-un sondaj din 1999 al Institutului Britanic de Film (British Film Institute - BFI) filmul a fost desemnat ca fiind al 55-lea cel mai bun dintr-o listă de 100 filme britanice.